# Lourdes Beneria i Farré
Lourdes Beneria i Farré   (la Vall de Boí, 8 d'octubre de 1937) és una economista catalana, pionera de l'economia feminista. Catedràtica emèrita de la Universitat Cornell, és considerada una de les millors especialistes en estudis d'economia i gènere vinculats al desenvolupament i la globalització. Com a assessora experta en economia, ha col·laborat amb organismes internacionals com l'Organització Internacional del Treball (OIT) i el Fons de Desenvolupament de les Nacions Unides per a la Dona de les Nacions Unides.

## Formació i carrera professional
Beneria va estudiar Econòmiques a la Universitat de Barcelona, on es llicencià el 1961, en la primera promoció que es graduava en aquesta disciplina, i després estigué estudiant durant un any amb una beca a Londres. Posteriorment estudià a la Universitat de Nova York, amb una beca Fullbright, i a la Universitat de Colúmbia, on va obtenir el doctorat el 1975. Catedràtica a la Universitat Cornell (1987-2009), ha ensenyat a altres universitats estatunidenques i internacionals.
Va treballar dos anys a l'OIT (1977-79), on va dirigir un programa sobre dona rural. I ha col·laborat sovint amb diverses activitats i assessorament per a organitzacions internacionals i programes de les Nacions Unides, especialment en el Programa de les Nacions Unides per al Desenvolupament.

## La seva recerca
El seu treball s'ha centrat en l'economia laboral i en particular en el treball de les dones, així com en qüestions de desenvolupament i globalització.
Pionera de l'economia feminista, observà que el treball de les dones, sovint domèstic, no comptava per a les estadístiques, malgrat que era ingent. Això la portà a qüestionar el concepte mateix de treball, que s'ha identificat sempre amb l'estricta participació en el mercat; així, bona part de les activitats econòmiques s'ha mantingut i es manté invisible malgrat que es compta amb la feina domèstica i no pagada que en general fan les dones. Lourdes Beneria emprengué aleshores el projecte ‘Accounting for Women’s Work’.
Més endavant ha orientat la seva investigació en l'observació de la feminització de les migracions internacionals actuals i en els efectes de la crisi sobre el mercat de treball.

## Obra
Entre les seves publicacions cal destacar els llibres La encrucijada de clase y género. Trabajo a domicilio, subcontratación y dinámica de la unidad doméstica en la Ciudad de México, (Colegio de Mexico/Fondo de Cultura Económica, 1994) i Género, Desarrollo y Globalitzación (Editorial Hacer, 2005). És també autora o editora d'altres llibres i de nombrosos articles publicats sobretot en anglès. L'article seu que ha estat citat més cops és «Mercados globales, género y el Hombre de Davos», publicat originalment a Feminist Economics (Vol. 5, No.3, 1999) i reproduït a revistes i llibres compilats a diversos països. Un dels temes que ha investigat és el de l'emigració internacional sobre el que ha publicat l'article «The Crisis of Care, International Migration, and Public Policy» a Feminist Economics (14(3) juliol 2008). És autora del llibre Gender, Development and Globalization. Economics as if all People Mattered (2015) i d'una segona edició ampliada escrita amb Gunseli Berik i Maria S. Floro traduïda al castellà, Género, Desarrollo y Globalización. Una visión desde la economia feminista (2018). Va ser Presidenta de la International Association for Feminist Economics el 2003-04.
El 2018 va rebre la Creu de Sant Jordi per la seva contribució a la recerca econòmica.

## Publicacions
- Benería, Lourdes. Women and development - the sexual division of labor in rural societies: a study.  New York, N.Y: Praeger, 1982. ISBN 9780030618024.
- Benería, Lourdes; Stimpson, Catharine R. Women, households, and the economy.  New Brunswick N.J: Rutgers University Press, 1987. ISBN 9780813512648.
- Benería, Lourdes. The crossroads of class & gender: industrial homework, subcontracting, and household dynamics in Mexico City.  Chicago: University of Chicago Press, 1987. ISBN 9780226042329.
- Benería, Lourdes; Feldman, Shelley. Unequal burden: economic crises, persistent poverty, and women's work.  Boulder: Westview Press, 1992. ISBN 9780813382296.
- Benería, Lourdes; Bisnath, Savitri. Gender and development: theoretical, empirical, and practical approaches.  Cheltenham, UK Northampton, MA, USA: Edward Elgar Pub, 2001. ISBN 9781840641943.
- Benería, Lourdes. Gender, development, and globalization: economics as if all people mattered.  Nova York: Routledge, 2003. ISBN 9780415927079.
- Benería, Lourdes; Bisnath, Savitri. Global tensions: challenges and opportunities in the world economy.  Nova York: Routledge, 2004. ISBN 9780415934411.
- Beneria, Lourdes; May, Ann Mari; Strassmann, Diana L. (eds.). Feminist economics.  Cheltenham, UK Northampton, Massachusetts: Edward Elgar, 2011. ISBN 9781843765684.
- Beneria, Lourdes; Berik, Gunseli; Floro, Maria S., Género, Desarrollo y Globalización. Una visión desde la economia feminista. 2018

## Premis
- 2000: Premi Alice Cook, pel seu treball relacionat amb les dones, Cornell University
- 2002: Medalla Narcis Monturiol, Departament de Cultura de la Generalitat Catalunya
- 2016: Medalla al treball President Macià i Placa al treball President Macià
- 2017: Premi Isabel de Villena, Comunitat Valenciana
- 2018: Creu de Sant Jordi, Generalitat de Catalunya
- 2021: Doctora Honoris Causa per la Universitat de Lleida
- 2022: Doctora Honoris Causa per la Universitat Rovira i Virgili